# اعجوبه (فیلم)
اعجوبه (انگلیسی: Wonder) فیلمی کمدی-درام به کارگردانی استیون شباسکی و محصول سال ۲۰۱۷ آمریکا است. فیلمنامه این فیلم توسط جک تورن، استیو کونارد و شباسکی بر پایه رمانی به همین نام اثر آر. جی. پالاسیو نوشته شده است. جیکوب ترمبلی، جولیا رابرتس، اوون ویلسون، نوآ جوپ، مندی پتینکین و ایزابلا ویدوویچ از جمله ستارگان فیلم هستند.
داستان فیلم دربارهٔ پسربچه‌ای بنام آگوست پولمن است که به سندرم تریچر کالینز مبتلاست و همین باعث شده تا او زندگی و مشکلات بسیار متفاوتی نسبت به بچه‌های هم‌سن خود داشته باشد.
اعجوبه در تاریخ ۱۷ نوامبر ۲۰۱۷ توسط لاینزگیت به صورت گسترده اکران شد. فیلم با نظر مثبت منتقدان و تماشاگران همراه بود. اعجوبه نقدهای مثبتی دریافت کرد و همچنین در گیشه به فروش ۳۰۵٫۹ میلیون دلاری رسید در حالی که تنها ۲۰ میلیون دلار خرج ساختنش شده بود. اعجوبه در نودمین دوره جوایز اسکار در رشته بهترین گریم، نامزد دریافت جایزه اسکار شد اما این جایزه را کسب نکرد.

## داستان
اعجوبه، داستان پسربچه‌ای به نام آگوست پولمن را روایت می‌کند که به خاطر تفاوت‌هایی که در اثر ابتلا به سندرم تریچر کالینز از بدو تولد در چهره‌اش وجود دارد، همیشه دور از اجتماع زندگی کرده و در خانه به آموختن درس‌هایش پرداخته است. او بعد از رسیدن به کلاس پنجم تصمیم می‌گیرد به میان هم سن و سالانش رفته و در مدرسه‌ای عادی به فراگیری درس‌هایش بپردازد. همین مسئله باعث می‌شود مورد مسخره همکلاسی‌هایش قرار بگیرد و برای پیدا کردن دوست به دردسر بیفتد.

## بازیگران
- جیکوب ترمبلی در نقش آگوست «آگی» پولمن، پسر بچه ای باهوش که از زمان تولد به سندرم تریچر کالینز مبتلا شده است.
- جولیا رابرتس در نقش ایزابل پولمن، مادر آگی است. زنی دلسوز که سعی می‌کند نگذارد تفاوت‌های آگی با دیگران، او را از داشتن زندگی خوب محروم کند.
- اوون ویلسون در نقش نیت پولمن، پدر آگی است. کسی که سعی می‌کند همیشه بهترین لحظات را برای خانواده اش رقم بزند.
- ایزابلا ویدوویچ در نقش اولویا «ویا» پولمن، خواهر آگی است. دختر دبیرستانی و کم حرفی که مشکلات خاص خود را دارد. او عاشق برادرش است.
- نوآ جوپ در نقش جک ویل، او تبدیل به بهترین دوست آگی در مدرسه می‌شود.
- مندی پتینکین در نقش آقای تاشمن، مدیر مدرسه آگی است. مردی فهمیده و مهربان که سعی می‌کند به آگی برای غلبه بر مشکلاتش کمک کند.
- دنیل رز راسل در نقش میراندا، بهترین دوست ویا

## ساخت

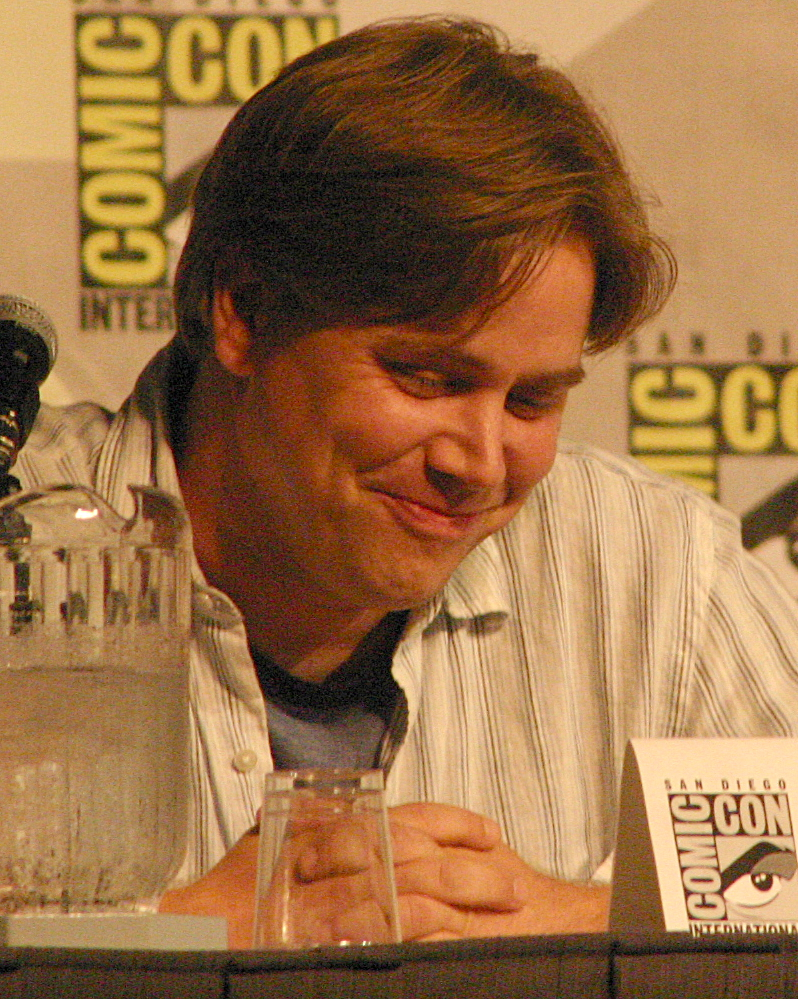
استیون شباسکی، نویسنده و کارگردان

در تاریخ ۲۷ نوامبر ۲۰۱۲ اعلام شد که کمپانی لاینزگیت قصد دارد تا بر اساس رمان اعجوبه یک فیلم اقتباسی بسازد. سپس اعلام شد که جان اوگست مسئول نوشتن فیلمنامه است و دیوید هابرمن و تاد لیبرمن کار تهیه فیلم را برعهده گرفته‌اند. اما کمپانی از نتیجه نهایی چندان راضی نبود برای همین در تاریخ ۸ مه ۲۰۱۳ خبر رسید که جک تورن برای بازنویسی فیلمنامه استخدام شده است. در اکتبر ۲۰۱۴ اعلام شد که جان کروکیداس وظیفه کارگردانی فیلم را برعهده گرفته است. اما کروکیداس از ساخت فیلم انصراف داد و پل کینگ جایگزین او شد. همچنین اعلام شد که فیلمنامه یکبار دیگر توسط استوی کونارد بازنویسی شده است.
طولانی شدن کارهای پیش تولید باعث شد تا پل کینگ نیز از پروژه کنار برود. در تاریخ ۵ مه ۲۰۱۶ سرانجام اعلام شد که استیون شباسکی، نویسنده و کارگردان فیلم تحسین شده مزایای گوشه‌گیر بودن به عنوان کارگردان فیلم انتخاب شده است. شباسکی فیلمنامه را یکبار دیگر به کمک جک تورن بازنویسی و عناصر آن را به روز کرد.
در ۱۴ آوریل ۲۰۱۶ اعلام شد که جیکوب ترمبلی برای بازی در نقش آگی انتخاب شده است. سپس اعلام شد که جولیا رابرتس نیز نقش مادر آگی را بازی خواهد کرد.اوون ویلسون دیگر بازیگری بود که برای بازی در نقش پدر آگی و در تاریخ ۲۷ ژوئن ۲۰۱۶ قرارداد امضا کرد. در ۱۱ ژوئیه ۲۰۱۶ گزارش شد که نوآ جوپ نیز به تیم بازیگران اضافه شده است. چهار روز بعد نیز داوید دیگز برای بازی در نقش معلم زبان انگلیسی مدرسه به گروه پیوست. با پیوستن سونیا براگا و ایزابلا ویدوویچ مرحله انتخاب بازیگران به اتمام رسید و فیلم وارد مرحله تولید شد.
آرجن توینت مسئول گریم و طراح چهره پردازی فیلم بود. به گفته توینت، گریم صورت جیکوب ترمبلی هربار نزدیک به دو ساعت به طول می‌کشیده است.مارسلو زارووس وظیفه ساخت موسیقی متن را برعهده داشت.
همچنین از ترانه «اعجوبه» که توسط ناتالی مرچنت خوانده شده است نیز در فیلم استفاده شده است. آرجی پالاسیو، نویسنده رمان اعجوبه، این ترانه را الهام بخش‌ترین آهنگی دانست که بر روی اثر گذاشته و ارتباط زیبایی نیز با فضای کتاب و فیلم دارد.

## اکران
ابتدا کمپانی لاینزگیت اعلام کرده بود که اعجوبه در تاریخ ۷ آوریل ۲۰۱۷ اکران خواهد شد اما زمان اکران فیلم هفت ماه به عقب افتاد تا سرانجام در تاریخ ۱۷ نوامبر ۲۰۱۷ به صورت گسترده به روی پرده رفت. مراسم افتتاحیه فیلم در سالن فاکس در شهر لس آنجلس برگزار شد.

## گیشه

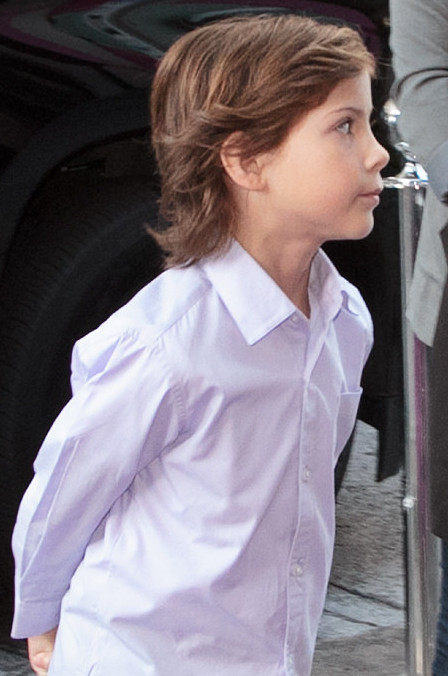
هنرنمایی جیکوب ترمبلی در نقش آگی تحسین منتقدان را در پی داشته است.

اعجوبه با استقبال بالایی از طرف تماشاگران مواجه شد و به فروش خوبی دست پیدا کرد. در آمریکا و کانادا، اعجوبه همراه با دو فیلم لیگ عدالت و ستاره اکران شد. فیلم در هفته اول خود در ۳٬۰۹۶ سالن سینما به روی پرده رفت و ۹ میلیون دلار فروش کرد که رقم پایینی محسوب می‌شد. با این حال تعداد تماشاگران فیلم رفته رفته افزایش پیدا کرد و همین باعث شد تعداد سالن‌های نمایش دهنده فیلم ارتقا پیدا کند و این باعث رشد ۱۵ میلیون دلاری فیلم شد. فروش فیلم در هر هفته اوج می‌گرفت. اعجوبه در هفته سوم اکران خود ۲۸ میلیون دلار بلیط فروخت و به رتبه دوم باکس آفیس صعود کرد. فروش فیلم پس از مدتی ۱۷٫۷٪ افت کرد اما با این حال باز هم نزدیک به ۲۲ میلیون دلار در هفته‌های پایانی خود فروخت.
در مجموع، اعجوبه ۱۳۱٫۳ میلیون دلار در آمریکا و کانادا و ۱۵۴٫۶ میلیون دلار نیز در دیگر نقاط جهان فروش کرد و جمع فروش خود را ۲۸۵٫۹ میلیون دلار رساند که با توجه به بودجه ۲۰ میلیون دلارش موفقیتی بزرگ برای تهیه کنندگانش به‌شمار می‌رود.

## پذیرش
فیلم بازخوردهای عموماً مثبتی از سوی منتقدان دریافت نمود. راتن تومیتوز گزارش کرد که ۸۵٪ منتقدان نسبت به اعجوبه نظر مثبتی داشته‌اند که این درصد از روی ۱۵۵ نقد به‌دست آمده که در مجموع نمره قابل قبول ۷/۱۰ را نصیب فیلم می‌کند. جمع‌بندی نظر منتقدان راتن تومیتوز می‌گوید: «همچون رمان پرفروشی که منبع اقتباس فیلم بوده، اعجوبه خجالت نمی‌کشد که از عناصر احساسی برای همراه کردن تماشاگران استفاده کند. این یک فیلم جذاب همراه با تیم بازیگری قدرتمند است که می‌تواند به قلب‌ها نفوذ کند.» سایت متاکریتیک نیز به فیلم نمره ۶۶/۱۰۰ را داد که این میانگین از روی ۳۳ نقد به‌دست آمده است. متاکریتیک اعلام کرد نظرات پیرامون فیلم «اغلب مثبت» است.سینماسکور نیز به فیلم درجه +A داد که معنای آن است که حتماً باید آن را دید. اعجوبه جزو هشتاد فیلمی است که از سوی سینماسکور این درجه را دریافت کرد است.
با این حال، فیلم مخالف نیز داشت و برخی منتقدان آن را از نظر فیلمنامه و شخصیت پردازی اثری تکراری و کلیشه ای دانستند.

## جوایز
| جایزه                             | تاریخ       | رشته                          | نامزد/برنده                           | نتیجه    | منبع          |
| --------------------------------- | ----------- | ----------------------------- | ------------------------------------- | -------- | ------------- |
| انجمن منتقدان بازنشسته آمریکا     | فوریه ۲۰۱۸  | بهترین فیلم خانوادگی          | اعجوبه                                | نامزدشده | [ ۳۲ ]        |
| انجمن منتقدان بازنشسته آمریکا     | فوریه ۲۰۱۸  | بهترین فیلم از نگاه تماشاگران | اعجوبه                                | نامزدشده | [ ۳۲ ]        |
| نودمین دوره جوایز اسکار           | مارس ۲۰۱۸   | بهترین گریم                   | آرجن توینت                            | نامزدشده | [ ۳۳ ]        |
| جوایز فیلم بفتا                   | فوریه ۲۰۱۸  | بهترین گریم                   | آرجن توینت                            | نامزدشده | [ ۳۴ ]        |
| انجمن بازیگران آمریکا             | ژانویه ۲۰۱۸ | بهترین فیلم کمدی              | اعجوبه                                | نامزدشده | [ ۳۵ ]        |
| جایزه انجمن منتقدان پخش‌کننده فیلم | ژانویه ۲۰۱۸ | بهترین بازیگر جوان            | جیکوب ترمبلی                          | نامزدشده | [ ۳۶ ]        |
| جایزه انجمن منتقدان پخش‌کننده فیلم | ژانویه ۲۰۱۸ | بهترین فیلمنامه اقتباسی       | جک تورن، استیو کونارد و استیون شباسکی | نامزدشده | [ ۳۶ ]        |
| جایزه انجمن منتقدان پخش‌کننده فیلم | ژانویه ۲۰۱۸ | بهترین گریم                   | اعجوبه                                | نامزدشده | [ ۳۶ ]        |
| جشنواره فیلم هیدرلند              | دسامبر ۲۰۱۷ | بهترین فیلم انگیزشی           | استفن شباسکی                          | برنده    | [ ۳۷ ]        |
| انجمن منتقدان فیلم لندن           | ژانویه ۲۰۱۸ | بهترین بازیگر نوجوان انگلیسی  | نوآ جوپ                               | نامزدشده | [ ۳۸ ]        |
| انجمن هنرمندان گریم و آرایش مو    | فوریه ۲۰۱۸  | بهترین آرایش معاصر            | نائومی باکستاد، جین بلک و مگان هارکنس | نامزدشده | [ ۳۹ ]        |
| انجمن هنرمندان گریم و آرایش مو    | فوریه ۲۰۱۸  | بهترین مدل مو                 | رابرت پندینی                          | نامزدشده | [ ۳۹ ]        |
| انجمن هنرمندان گریم و آرایش مو    | فوریه ۲۰۱۸  | بهترین گریم ویژه              | آرجن توینت                            | نامزدشده | [ ۳۹ ]        |
| حلقه منتقدان فیلم سیاتل           | دسامبر ۲۰۱۷ | بهترین بازیگر کودک            | جیکوب ترمبلی                          | نامزدشده | [ ۴۰ ]        |
| انجمن منتقدان فیلم واشینگتن دی سی | دسامبر ۲۰۱۷ | بهترین بازیگر کودک            | جیکوب ترمبلی                          | نامزدشده | [ ۴۱ ]        |
| حلقه منتقدان زن فیلم              | دسامبر ۲۰۱۷ | بهترین فیلم خانوادگی          | اعجوبه                                | نامزدشده | [ ۴۲ ] [ ۴۳ ] |